# Fehlersammelkarte

Beispiel einer Fehlersammelkarte

Die Fehlersammelkarte ist eine spezielle Form des Prüfblatts und ein etabliertes Verfahren zur Auswertung von attributiven Prüfungen. Da bei der Fehlersammelkarte nur die Anzahl, aber keine Messwerte für fehlerhafte Teile vorliegen, kann eine Auswertung nur über die Anzahl der Fehler erfolgen. Jedoch ist auch eine statistische Auswertung mit Eingriffsgrenzen wie bei der quantitativen Qualitätsregelkarte möglich. Die Fehlersammelkarte liefert für die Optimierung von Produktionsprozessen wertvolle Informationen.
Aufgrund ihrer Einfachheit kann die Fehlersammelkarte auch von Personen ohne umfangreiche QM-Ausbildung sinnvoll mit Informationen gefüllt werden.

## Analyse
Die Darstellung der Häufigkeit von auftretenden Fehlern erfolgt entweder in der absoluten Anzahl (Typ u-Karte) oder als Prozentwert der aufsummierten Fehlerhäufigkeit (Typ p-Karte).
Die Auswertung erfolgt bei der Fehlersammelkarte zumeist in einer Pareto-Analyse nach auftretenden Fehlertypen. Eine rekursive Darstellung von Fehlern durch Merkmale und detailliertere Untermerkmale ermöglicht eine sukzessive Eingrenzung von Fehlerursachen im Entstehungsprozess eines Produktes und führt zum KVP. Die weitere Prozessoptimierung ist auch durch die Pareto-Analyse nach Bauteilen oder Verfahren möglich. Die Fehlersammelkarte ist Basis für die Berechnung einer Ausfallstatistik eines Produktes bzw. eines Bauteils oder einzelner Komponenten.